# Andrzej Banachowicz
Andrzej Adam Banachowicz (ur. w 1952 w Nowej Soli) – profesor sztuk plastycznych, profesor zwyczajny Uniwersytetu Artystycznego w Poznaniu, specjalność: tkanina artystyczna. W latach 1996–2002 prorektor ds. artystyczno-badawczych Akademii Sztuk Pięknych w Poznaniu.

## Życiorys
W 1978 ukończył w Państwowej Wyższej Szkole Sztuk Plastycznych w Poznaniu studia na kierunku projektowanie plastyczne. W 1988 uzyskał w Państwowej Szkole Sztuk Plastycznych w Łodzi stopień doktora sztuk plastycznych w dyscyplinie sztuki plastyczne specjalność tkanina artystyczna. Tam też otrzymał w 1991 stopień doktora habilitowanego sztuk plastycznych dyscyplina: sztuki projektowe. W 1997 nadano mu tytuł profesora sztuk plastycznych. Do głównych jego zainteresowań należy tworzenie w dziedzinie szeroko pojętej tkaniny artystycznej oraz obiektach z blachy, gliny, granitu, skorup, ceramiki, szkła, autocytatu gobelinowego w technice transfiguracji nowych mediów, druku cyfrowego.
W 2002, wraz z 25 innymi osobami, był sygnatariuszem listu w obronie abpa Juliusza Paetza, podejrzewanego o seksualne molestowanie kleryków.

## Zajmowane stanowiska
- profesor zwyczajny Uniwersytetu Artystycznego w Poznaniu w Katedrze Rzeźby i Działań Przestrzennych[2].
- profesor zwyczajny: Wyższa Szkoła Techniczna w Katowicach; Wydział Architektury, Budownictwa i Sztuk Stosowanych
- profesor: Wyższa Szkoła Umiejętności Społecznych im. prof. Michała Iwaszkiewicza w Poznaniu
- członek prezydium: Centralna Komisja do Spraw Stopni i Tytułów
- przewodniczący: Centralna Komisja ds. Stopni i Tytułów; Sekcja VII – Sztuki
- prorektor: Akademia Sztuk Pięknych w Poznaniu[4]
- ekspert: Rada Wyższego Szkolnictwa Artystycznego; Sekcja Wyższego Szkolnictwa Plastycznego[4]
- członek: Państwowa Komisja Akredytacyjna; Zespoły PKA; Zespół Kierunków Studiów Artystycznych; Zespół ds. Kryteriów Oceny Jakości Kształcenia[2]
- członek (od 2019): Rada Doskonałości Naukowej I kadencji[6].

## Odznaczenia i nagrody
- Złoty Krzyż Zasługi – 2005[7]
- Srebrny Medal „Zasłużony Kulturze Gloria Artis” – 2013[8]
- Złoty Medal „Zasłużony Kulturze Gloria Artis” – 2019
- Nagroda Ministra Kultury i Dziedzictwa Narodowego za osiągnięcia organizacyjne – 2020[9]